# Praxis mit Meerblick – Die Kämpferin
Die Kämpferin ist ein deutscher Fernsehfilm von Jan Ruzicka aus dem Jahr 2024. Es handelt sich um den zwanzigsten Film der ARD-Reihe Praxis mit Meerblick mit Tanja Wedhorn als Ärztin Nora Kaminski in der Hauptrolle. Die deutsche Erstausstrahlung erfolgte am 19. April 2024 auf dem ARD-Sendeplatz „Endlich Freitag im Ersten“.

## Handlung
Die Inselärztin Nora Kaminski freut sich gemeinsam mit ihrer neuen großen Liebe Max Jensen bereits sehr auf den Nachwuchs. Sie will eine Pränataldiagnostik durchführen lassen. Allerdings kann Kaminski nicht von ihrer Arbeit lassen und schonen ist für sie ein Fremdwort. Ihr fällt es zusehends schwer, als Ärztin in ihrer Praxis kürzerzutreten. Diesmal kümmert  sie sich um die labile Schauspielerin Jen Larsson, die gerade einen Reitunfall hatte und kürzlich ihre Mutter an Krebs verlor. Bei Untersuchungen wird ein Knoten in Larssons Brust festgestellt, woraufhin Kaminski der lebensunmutigen Frau seelischen Beistand leistet.

## Produktionsnotizen
Die Dreharbeiten für Die Kämpferin erstreckten sich zeitgleich mit der vorhergehenden Episode Kleine Wunder vom 3. Mai 2023 bis zum 5. Juli 2023. Die Produktion erfolgte durch die Real Film Berlin. Als Schauplätze dienten die Insel Rügen und die deutsche Landeshauptstadt Berlin.

## Rezeption

### Einschaltquote
Die Erstausstrahlung am 19. April 2024 im Ersten wurde von 3,92 Millionen Zuschauern gesehen, was einem Marktanteil von 15,4 % entspricht.

### Kritik
Die Kritiker der Fernsehzeitschrift TV Spielfilm zeigten mit dem Daumen geradeaus und fassten den Film mit den Worten „Greift durchaus ernste Themen halbherzig auf“ zusammen.